# دونالد هاركر
دونالد هاركر (بالإنجليزية: Donald Harker)‏ هو قسيس جنوب أفريقي، ولد في 1945.